# Justin Mentell

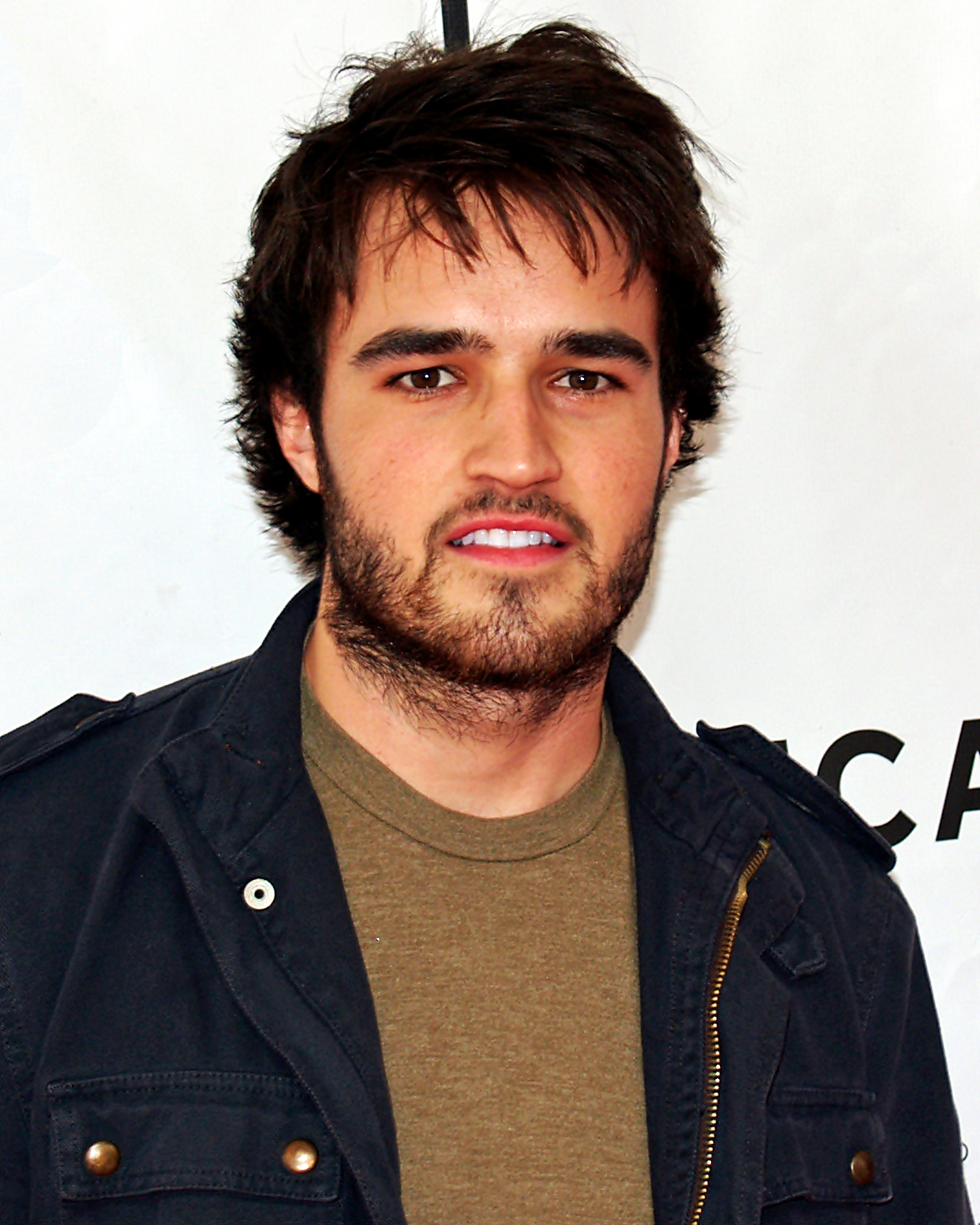
Justin Mentell

Justin Michael Mentell (Austin, 16 dicembre 1982 – Mineral Point, 1º febbraio 2010) è stato un attore statunitense famoso per aver interpretato il ruolo di Garrett Wells in Boston Legal.

## Biografia

### Giovinezza e carriera
Mentell era nato ad Austin, Texas. Ha fatto il suo debutto sul palcoscenico all'età di tre anni interpretando la parte di un orfano in una rappresentazione teatrale di Miss Liberty. In seguito è apparso in diverse produzioni teatrali locali, tra le quali il musical Peter Pan dove interpretava uno dei Lost Boys. Dopo che la sua famiglia si è trasferita a Waukegan, nell'Illinois, Mentell si è unito al Northbrook Children's Theater, dove ha continuato ad esibirsi sul palco. Ha anche iniziato a praticare pattinaggio di velocità su ghiaccio, piazzandosi terzo alle Junior Olympics ed alla fine diventando un membro della squadra nazionale juniores di pattinaggio di velocità degli Stati Uniti.
Mentell ha frequentato la Northern Illinois University (NIU), dove si è specializzato in recitazione. È apparso in diverse commedie, tra cui Balm in Gilead, The Play's the Thing e Never the Sinner. Durante il suo secondo anno, si è formato al Moscow Art Theatre, come parte di un programma di scambio estivo sponsorizzato dalla Scuola di teatro e danza della NIU.
Mentre frequentava la NIU è anche apparso in diversi cortometraggi indipendenti, tra cui At the Still Point, per il quale ha ricevuto il Golden Reel Award come miglior attore al Film Festival del 2005. È apparso anche in Gotham IL nel 2004 e ha usato le sue abilità di pattinaggio di velocità per ottenere un ruolo nella commedia del 2004 Roll Bounce.
Mentell era un membro del cast della serie televisiva Boston Legal nel ruolo di Garrett Wells. Ha interpretato il ruolo dalla fine della prima stagione fino a febbraio 2006. I suoi progetti del 2009 includevano Death Walks the Streets e il film per famiglie G-Force - Superspie in missione per la Walt Disney Pictures.

### Morte
Il 1º febbraio 2010, Mentell è morto in un incidente stradale vicino a Hollandale, nel Wisconsin. Secondo l'ufficio dello sceriffo della contea di Iowa, Mentell è stato dichiarato morto sul luogo intorno alle 9:00. Sembra che l'incidente sia avvenuto intorno alle 3:30 del mattino dopo che la sua Jeep del 2005 ha lasciato la carreggiata sulla Highway 39, è finita nel terrapieno e ha colpito due alberi. Una possibilità non confermata è che Mentell si fosse addormentato al volante, anche se la sua jeep non è stata scoperta fino a tardi nel corso della giornata da un contadino di passaggio che ha allertato le autorità. Non indossava la cintura di sicurezza ed è stato espulso dal veicolo.
È stato sepolto nel Restland Memorial Park di Dallas, in Texas.

## Riconoscimenti
- 2005 – Golden Reel Awards Film & Video Festival
  - Miglior attore per At The Still Point
- 2006 – Screen Actors Guild Awards[7]
  - Nomination Migliore cast in una serie commedia per Boston Legal (con René Auberjonois, Ryan Michelle Bathe, Candice Bergen, Julie Bowen, Rhona Mitra, Monica Potter, William Shatner, James Spader e Mark Valley)

## Filmografia

### Cinema
- Gotham, IL, regia di Theophilus Jamal – cortometraggio (2004)
- At the Still Point, regia di Adam Perly – cortometraggio (2005)
- Roll Bounce, regia di Malcolm D. Lee (2005) non accreditato
- Palo Alto, CA, regia di Brad Leong (2007)
- G-Force - Superspie in missione (G-Force), regia di Hoyt H. Yeatman Jr. (2009)
- '77, regia di Patrick Read Johnson (2021) uscito postumo

### Televisione
- Boston Legal – serie TV, 16 episodi (2005-2006)